# Heather Mills

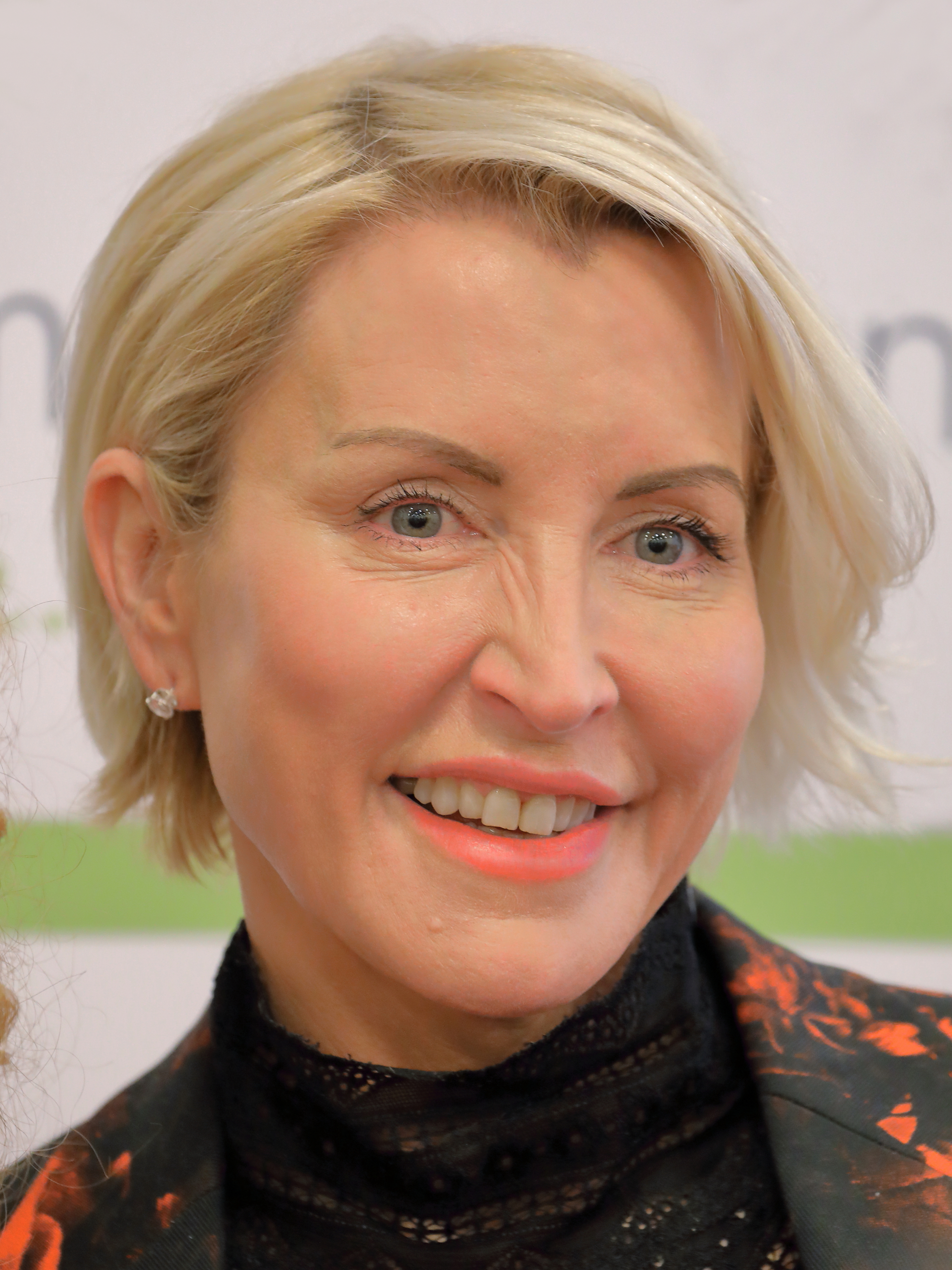
Heather Mills (2019)

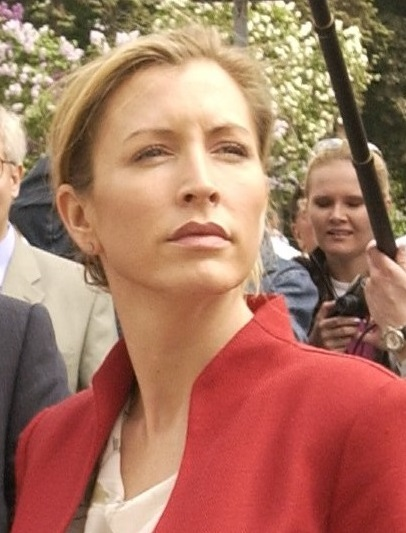
Heather Mills (2003)

Heather Anne Mills (* 12. Januar 1968 in Aldershot, Vereinigtes Königreich) ist eine englische Unternehmerin, Sportlerin und Buchautorin. Sie war mit dem Musiker Paul McCartney verheiratet.

## Leben
Heather Mills wurde 1993 von einem Polizeimotorrad angefahren und verlor dabei den linken Unterschenkel. Sie engagiert sich seitdem für verschiedene wohltätige Zwecke, vor allem für die (oft ebenfalls beinamputierten) Opfer von Landminen, und hat mehrere Bücher geschrieben. Auf einer Wohltätigkeitsveranstaltung für eben diese Opfer lernte sie den als Stargast geladenen Ex-Beatle Paul McCartney kennen, der erst im Jahr zuvor seine Frau Linda McCartney an Brustkrebs verloren hatte und seitdem als trauernder Witwer betitelt wurde. Gemeinsam mit Paul McCartney veröffentlichte sie eine Musik-CD, deren Einnahmen wohltätigen Zwecken zugutekamen.
Heather Mills heiratete Paul McCartney am 11. Juni 2002. Am 28. Oktober 2003 wurde die gemeinsame Tochter Beatrice Milly geboren. Am 17. Mai 2006 gab McCartney die Trennung bekannt. Am 17. März 2008 wurde das Paar geschieden. Die Scheidung erregte großes Medieninteresse. Als Streitpunkte galten das Sorgerecht für die gemeinsame Tochter und eine nicht durch einen Ehevertrag geregelte Abfindung für Heather Mills. Das Oberste Gericht in London habe am 17. März 2008 zu ihren Gunsten eine Abfindung in Höhe von 32 Millionen Euro festgelegt, so Heather Mills in einer Pressekonferenz. Weitere Einzelheiten wurden aus der nicht öffentlichen Gerichtsverhandlung nicht bekannt. Nach Quellen aus dem Jahr 2018 sprach ihr das Gericht unter Vorsitz von Justice Bennett Vermögenswerte in Höhe von 23,4 Millionen Pfund zu, davon 16,5 Millionen Pfund in bar, den Rest in Immobilienwerten plus einer jährlichen Zahlung von 35.000 Pfund für den Unterhalt der gemeinsamen Tochter Beatrice.
Anfang 2010 nahm sie an der fünften Staffel der Eiskunstlaufshow Dancing on Ice teil.
Medienberichten zufolge trainierte Mills seit 2010 in Kärnten für eine Teilnahme bei den Winter-Paralympics 2014 im Skifahren. Am 11. Mai 2011 stürzte sie beim Training auf dem Mölltaler Gletscher und brach sich das rechte Schulterblatt. Am 12. Februar 2012 siegte sie im Super-G-Rennen in Innerkrems. Mills erreicht auf Skiern eine Geschwindigkeit von 166 Kilometern pro Stunde.

## Werke als Autorin
- Equilibrium (Penguin Books); ISBN 0-14-101492-X
- Life Balance (Michael Joseph Ltd); ISBN 0-7181-4667-0
- Bezaubernd beinhart. Ein Model mit Mission. ISBN 3-423-30529-0